# Кудрявцев Олександр Васильович
Олександр Васильович Кудрявцев (1906, село Посконь Мосальського повіту Калузької губернії, тепер Калузької області, Російська Федерація — 1970, місто Тольятті, тепер Самарської області, Російська Федерація) — радянський партійний діяч, 2-й секретар ЦК КП(б) Узбекистану, 1-й секретар Кабардино-Балкарського і Бурят-Монгольського обкомів ВКП(б). Член Бюро ЦК КП(б) Узбекистану в 1939—1942 р. Член Центральної Ревізійної Комісії ВКП(б) у 1939—1952 роках. Депутат Верховної Ради СРСР 1—3-го скликань (з 1941 року).

## Біографія
Народився в родині службовця. У 1920 році вступив до комсомолу. У січні 1921 — січні 1922 р. — кур'єр заготівельної контори губернського продовольчого комітету на станції Судженка Томської залізниці. У лютому 1922 — вересні 1924 р. — помічник токаря залізничного депо станції Тайга Томської залізниці.
У вересні 1924 — березні 1925 р. — голова бюро піонерів районного комітету ВЛКСМ станції Тайга Томської залізниці. У березні 1925 — червні 1926 р. — завідувач відділу культурно-просвітницької роботи Болотнинського районного комітету ВЛКСМ на станції Болотна Томської залізниці. У червні 1926 — вересні 1927 р. — представник районного комітету ВЛКСМ у відділі просвіти Томської залізниці у місті Томську. У вересні 1927 — серпні 1928 р. — інструктор-методист Сибірського крайового комітету ВЛКСМ у місті Новосибірську.
У серпні 1928 — листопаді 1931 р. — студент Академії комуністичного виховання імені Крупської у Москві. Здобув спеціальність викладача педагогіки.
Член ВКП(б) з листопада 1930 року.
У листопаді 1931 — вересні 1932 р. — науковий співробітник Інституту комуністичного виховання у Новосибірську. У вересні 1932 — березні 1933 р. — студент Інституту марксизму-ленінізму у Новосибірську. У березні — жовтні 1933 р. — заступник завідувача відділу культурно-просвітницької роботи Анжеро-Судженського міського комітету ВКП(б) Західно-Сибірського краю.
У жовтні 1933 — серпні 1934 р. — червоноармієць 21-го артилерійського полку Червоної армії у місті Спаську Далекосхідного краю.
У серпні 1934 — вересні 1936 р. — завідувач партійного кабінету, інструктор із друку політичного відділу Чорноморського пароплавства у Одесі.
У вересні 1936 — березні 1938 р. — слухач факультету світового господарства і світової політики Інституту червоної професури у Москві. Закінчив два курси.
У березні — листопаді 1938 р. — відповідальний організатор відділу керівних партійних органів ЦК ВКП(б).
У листопаді 1938 — грудні 1939 року — 1-й секретар Кабардино-Балкарського обласного комітету ВКП(б).
19 січня 1940 — січень 1942 року — 2-й секретар ЦК КП(б) Узбекистану.
У січні 1942 — березні 1943 р. — начальник політичного управління Народного комісаріату землеробства СРСР — заступник народного комісара землеробства СРСР.
7 березня 1943 — 16 березня 1951 р. — 1-й секретар Бурят-Монгольського обласного комітету ВКП(б).
У квітні 1951 — березні 1953 р. — 2-й секретар Астраханського обласного комітету ВКП(б)-КПРС. У березні — травні 1953 р. — у резерві ЦК КПРС у Москві.
З травня 1953 р. — заступник директора заводу «Уралхіммаш» у місті Свердловську.
Потім — на пенсії в місті Тольятті Куйбишевської області.

## Нагороди
- орден Леніна (3.07.1948)
- ордени
- медалі